# Malta nos Jogos Olímpicos de Verão de 2012
Malta enviou uma equipe de cinco atletas para competir nos Jogos Olímpicos de Verão de 2012, em Londres, na Grã-Bretanha.

## Desempeho

### Atletismo
Masculino
| Atleta         | Evento | Preliminares | Preliminares | Quartas     | Quartas     | Semifinais  | Semifinais  | Final       | Final       |
| Atleta         | Evento | Marca        | Posição      | Marca       | Posição     | Marca       | Posição     | Marca       | Posição     |
| -------------- | ------ | ------------ | ------------ | ----------- | ----------- | ----------- | ----------- | ----------- | ----------- |
| Rachid Chouhal | 100 m  | 10s83        | 4º/bat. 4    | Não avançou | Não avançou | Não avançou | Não avançou | Não avançou | Não avançou |

Feminino
| Atleta     | Evento | Preliminares | Preliminares | Quartas | Quartas | Semifinais  | Semifinais  | Final       | Final       |
| Atleta     | Evento | Marca        | Posição      | Marca   | Posição | Marca       | Posição     | Marca       | Posição     |
| ---------- | ------ | ------------ | ------------ | ------- | ------- | ----------- | ----------- | ----------- | ----------- |
| Diane Borg | 100 m  | 12.00        | 7º q         | 11.92   | 52º     | Não avançou | Não avançou | Não avançou | Não avançou |

### Natação
Masculino
| Atleta          | Prova       | Elimatórias | Elimatórias | Semifinal   | Semifinal   | Final       | Final       |
| Atleta          | Prova       | Tempo       | Pos.        | Tempo       | Pos.        | Tempo       | Pos.        |
| --------------- | ----------- | ----------- | ----------- | ----------- | ----------- | ----------- | ----------- |
| Andrew Chetcuti | 100 m livre | 51.67       | 39º         | Não avançou | Não avançou | Não avançou | Não avançou |

Feminino
| Atleta        | Prova      | Elimatórias | Elimatórias | Semifinal   | Semifinal   | Final       | Final       |
| Atleta        | Prova      | Tempo       | Pos.        | Tempo       | Pos.        | Tempo       | Pos.        |
| ------------- | ---------- | ----------- | ----------- | ----------- | ----------- | ----------- | ----------- |
| Nicola Muscat | 50 m livre | 27.22       | 43º         | Não avançou | Não avançou | Não avançou | Não avançou |

### Tiro
Masculino
| Atleta           | Evento               | Qualificação | Qualificação | Final       | Final       | Final       |
| Atleta           | Evento               | Placar       | Posição      | Placar      | Total       | Posição     |
| ---------------- | -------------------- | ------------ | ------------ | ----------- | ----------- | ----------- |
| William Chetcuti | Fossa olímpica dublê | 135          | 9º           | Não avançou | Não avançou | Não avançou |